# Sint-Antoniuskerk (Zwartemeer)
De Sint-Antoniuskerk is een neogotisch kerkgebouw in het Drentse dorp Zwartemeer. De kerk werd gebouwd in 1920-21 naar een ontwerp van Joh. H. Sluijmer. Doordat het dorp Zwartemeer naar het noorden groeide kwam de kerk steeds meer buiten het dorp te liggen, reden waarom in 1969 de Verrijzeniskerk werd gebouwd. De parochie gebruikte de Antoniuskerk daarna nog sporadisch voor bijzondere gelegenheden, maar in 1981 werd de kerk verkocht.
Na jaren voor verschillende doeleinden te zijn gebruikt werd het gebouw in 1996 aangekocht door een particulier die het gebouw weer als kerk laat gebruiken.
In 2000 werd drie maanden lang een expositie met harmoniums gehouden. De organisatie richtte het jaar erop het Harmonium Museum Nederland op in het Veenpark in Barger-Compascuum. Dit museum werd in 2024 opgeheven. De collectie werd overgedragen aan het Geelvinck Museum.